# David Urquhart (diplomate)
Pour les articles homonymes, voir David Urquhart.
David Urquhart, né en 1805 et mort en 1877, est un diplomate, écrivain et homme politique écossais. Il fut également l'un des premiers promoteurs au Royaume-Uni du hammam (connu des Occidentaux sous le nom de bain turc) qu'il découvrit au Maroc et en Turquie.

## Biographie
David Urquhart naît à Braelangwell, Cromarty, sur la péninsule de Black Isle en Écosse. Il est le deuxième fils de David Urquhart (1748-1811) et de sa deuxième femme, Margaret Hunter (morte en 1839), fille d'un marchand d'Édimbourg. Issu d'une famille écossaise, il étudie en France, en Suisse et en Espagne, puis au St John's College d'Oxford.

### Carrière
En 1827, Urquhart s'engage dans la guerre d'indépendance grecque. Gravement blessé, il passe les années suivantes à plaider la cause grecque dans des lettres au gouvernement britannique, une auto-promotion qui entraîne sa nomination en 1831 à la mission de Stratford Canning à Constantinople pour établir la frontière entre la Grèce et la Turquie.
Fasciné par la civilisation et la culture turques il est hostile à l'expansion russe dans la région. En 1835 il est nommé secrétaire d'ambassade à Constantinople mais ses initiatives pour contrecarrer les desseins russes en Circassie menacent d'entraîner une crise internationale et entraînent son rappel en 1837. Urquhart est également le concepteur du drapeau national circassien.
En 1838, Urquhart publie un livre, Spirit of the East, traitant de la Turquie et la Grèce, tout en s'inspirant des travaux précédemment réalisés par Arthur Lumley Davids.
De 1847 à 1852, il siège au parlement en tant que député de Stafford et s'oppose avec véhémence à la politique étrangère de Lord Palmerston.
L'action du Royaume-Uni pendant la guerre de Crimée a provoqué des protestations indignées de la part d'Urquhart, qui affirme que la Turquie était en mesure de mener ses propres batailles sans l'assistance d'autres puissances. Pour attaquer le gouvernement, il organise des « comités des affaires étrangères » dans tout le pays et, en 1856 (avec l'aide financière du maître de fer George Crawshay), devint propriétaire du Free Press (rebaptisé en 1866 le Diplomatic Review), qui compta parmi ses contributeurs le socialiste Karl Marx.

## Vie personnelle et intérêts
En 1854, Urquhart épousa Harriet Angelina Fortescue, une aristocrate anglo-irlandaise  Le couple a eu deux filles et trois fils: dont Francis Fortescue Urquhart. Harriet a été impliquée dans le travail d'Urquhart et a écrit de nombreux articles pour Diplomatic Review sous la signature de Caritas. Elle est décédée en 1889.
Dans son livre The Pillars of Hercules (Les Piliers d'Hercule) (1850), Urquhart parle des hammams du Maroc et de la Turquie et préconise leur utilisation au Royaume-Uni. Cela a attiré l'attention du médecin irlandais Richard Barter qui a demandé l'aide d'Urquhart pour construire un tel bain dans son établissement thermal de Blarney, dans le comté de Cork, Irlande.

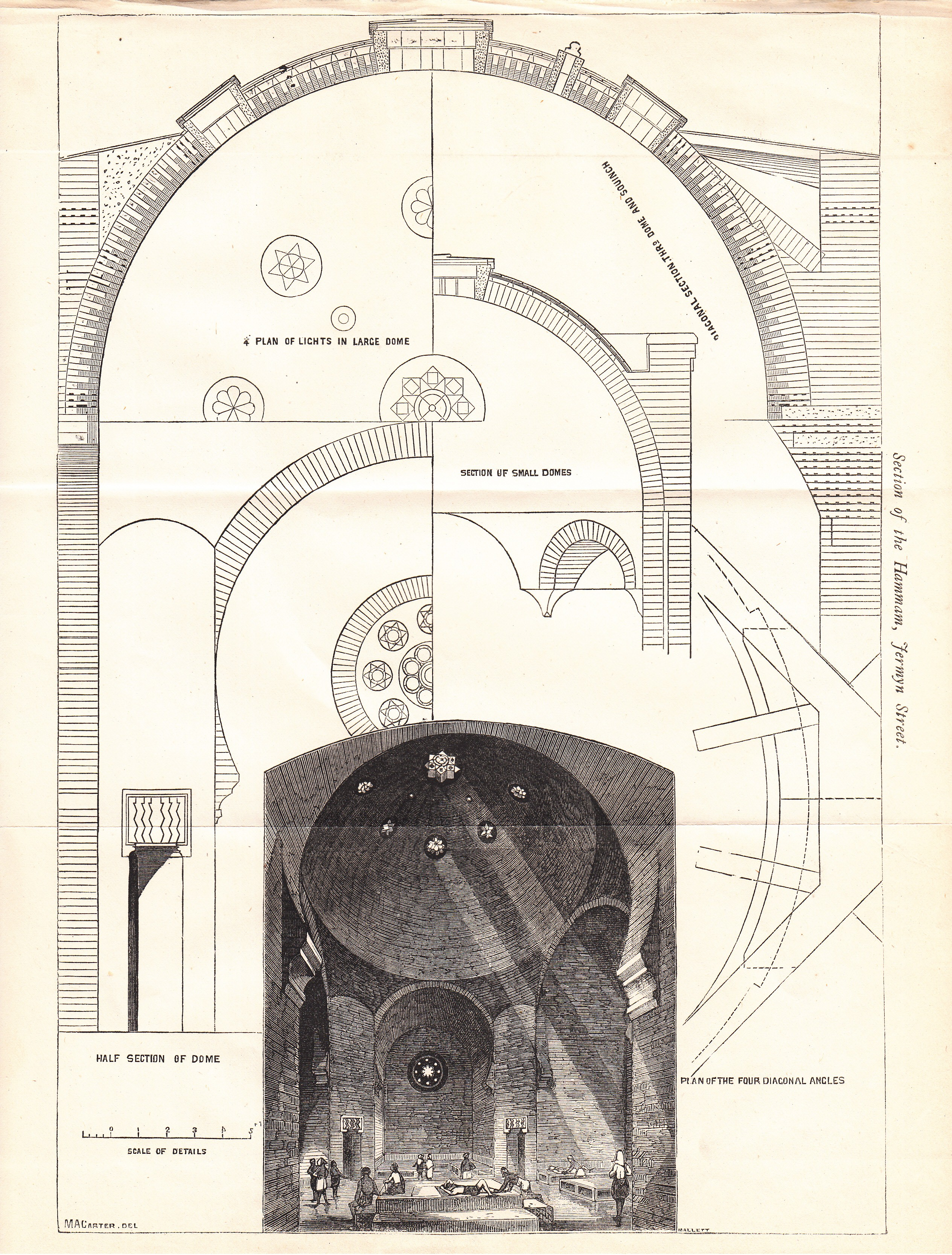
Jermyn Street Hammam

Bien que leur premier bain ait échoué, Barter a persévéré et, en copiant les bains d'air chaud et sec des anciens thermae, a construit un « bain turc amélioré » qui est devenu plus tard connu sous le nom de bain turc victorien pour le distinguer du hammam islamique.
En 1857, Urquhart construisit le premier bain de ce type en Angleterre à Broughton Lane, à Manchester, en collaboration avec le comité local des affaires étrangères. Plus de 30 des premiers bains turcs victoriens en Angleterre ont été construits par des membres de ces comités sous la direction d'Urquhart, et les bains exemplaires du 76 Jermyn Street, à Londres, ont été construits par la London & Provincial Turkish Bath Co Ltd, également sous sa direction. Ce type de bain s'est rapidement répandu dans l'Empire britannique, aux États-Unis et dans certaines parties de l'Europe.
À partir de 1864, Urquhart vivait à Clarens, en Suisse, au bord du lac Léman, pour sa santé. Là, il a consacré ses énergies à promouvoir l'étude du droit international. Il décède en 1877 et est enterré à Clarens.